# Асуа (река)
Асуа (Асва, Ачва, англ. Achwa, Aswa) — река в Африке (Уганда, Южный Судан), правый приток реки Альберт-Нил. Река течёт через Восточные Суданские саванны. Крупнейшие притоки — Атеппи, Паджер и Агуга.

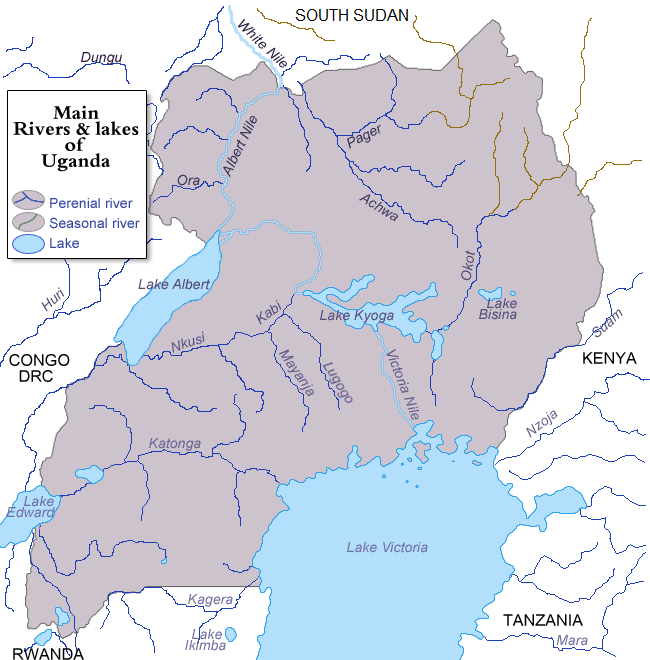
Rivers and lakes of Uganda

Река начинается в холмах в северо-западной части округа Катакви, протекает через округ Лира и становится границей между округами Падер и Гулу, где в неё впадает река Агуга, а затем и река Паджер.
Река впадает в Альберт-Нил примерно в десяти милях к северо-западу от пограничного города Нимуле в Судане.
Как и в большинстве рек в регионе, поток Асуа сильно зависит от сезона и погоды. Она подвержен наводнениями. В 2000 году она затопила мост, соединяющий города Гулу и Китгум.
Расстояние от верховьев Асуа до устья составляет около 300 км.
По Асуа некоторое время проходила линия противостояния между правительством и повстанцами в ходе гражданской войны в Судане.